# Jeffrey Lynn
Jeffrey Lynn, född 16 februari 1909 i Auburn i Massachusetts, död 24 november 1995 i Burbank i Kalifornien, var en amerikansk skådespelare.

## Biografi
Lynn slog igenom i filmerna Fyra döttrar och Fyra fruar på 1930-talet. Hans filmkarriär avbröts av militärtjänstgöring under andra världskriget, och sedan lyckades han inte riktigt göra comeback. Filmen Min man - eller din? från 1949 där han hade en av huvudrollerna blev dock en framgång.

## Filmografi, urval
- 1938 – Fyra döttrar
- 1939 – Fyra fruar
- 1939 – Den oväntade gästen
- 1939 – Då lagen var maktlös
- 1940 – Regnbågsdivisionen
- 1940 – Pensionatet som blev nattklubb
- 1940 – Allt detta och himlen därtill
- 1941 – Flykten från ödet
- 1941 – Million Dollar Baby
- 1948 – Pisksnärten
- 1949 – Min man - eller din?
- 1960 – Inte för pengar...
- 1967 – Tony Rome
- 1987 – Mord och inga visor (TV-serie) (gästroll)

## Teater

### Roller
| År   | Roll              | Produktion                  | Regi             | Teater                       |
| ---- | ----------------- | --------------------------- | ---------------- | ---------------------------- |
| 1951 | Dr. Robert Dorsey | Lo and Behold! John Patrick | Burgess Meredith | Booth Theatre, New York, USA |